# Gran Premio motociclistico d'Europa 1995
Il Gran Premio motociclistico d'Europa 1995 fu il tredicesimo e ultimo appuntamento del motomondiale 1995. Si svolse l'8 ottobre 1995 sul circuito di Catalogna e vide vincere: Àlex Crivillé su Honda nella classe 500, Max Biaggi nella classe 250, Haruchika Aoki nella classe 125, Eustaquio Gavira nel Thunderbike Trophy e l'equipaggio Rolf Biland-Kurt Waltisperg nella classe sidecar. Proprio nella classe delle motocarrozzette, Darren Dixon e Andy Hetherington si laurearono campioni del mondo.

## Classe 500

### Arrivati al traguardo
| Pos. | Nº | Pilota               | Squadra                  | Motocicletta  | Giri | Tempo     | Griglia | Punti |
| ---- | -- | -------------------- | ------------------------ | ------------- | ---- | --------- | ------- | ----- |
| 1º   | 6  | Àlex Crivillé        | Repsol Honda             | Honda         | 25   | 45:16.932 | 7       | 25    |
| 2º   | 7  | Shin'ichi Itō        | Repsol Honda             | Honda         | 25   | +0.160    | 6       | 20    |
| 3º   | 65 | Loris Capirossi      | Marlboro Team Pileri     | Honda         | 25   | +0.623    | 4       | 16    |
| 4º   | 1  | Mick Doohan          | Repsol Honda             | Honda         | 25   | +4.865    | 2       | 13    |
| 5º   | 4  | Daryl Beattie        | Lucky Strike Suzuki      | Suzuki        | 25   | +5.200    | 5       | 11    |
| 6º   | 9  | Alex Barros          | Barros-Kanemoto-Honda    | Honda         | 25   | +15.080   | 9       | 10    |
| 7º   | 13 | Loris Reggiani       | Aprilia Racing           | Aprilia       | 25   | +18.872   | 12      | 9     |
| 8º   | 45 | Scott Russell        | Lucky Strike Suzuki      | Suzuki        | 25   | +19.610   | 10      | 8     |
| 9º   | 25 | Neil Hodgson         | World Champ. Motorsports | Yamaha        | 25   | +44.756   | 11      | 7     |
| 10º  | 69 | James Haydon         | Harris Grand Prix        | Harris Yamaha | 25   | +54.007   | 17      | 6     |
| 11º  | 11 | Bernard Garcia       | Roc N.R.J.               | ROC Yamaha    | 25   | +58.271   | 21      | 5     |
| 12º  | 18 | Laurent Naveau       | ROC Euroteam             | ROC Yamaha    | 25   | +58.325   | 15      | 4     |
| 13º  | 8  | Sean Emmett          | Harris Grand Prix        | Harris Yamaha | 25   | +1:05.122 | 14      | 3     |
| 14º  | 44 | Marc Garcia          | DR Team Shark            | ROC Yamaha    | 25   | +1:07.658 | 22      | 2     |
| 15º  | 22 | Lucio Pedercini      | Team Pedercini           | ROC Yamaha    | 25   | +1:07.929 | 19      | 1     |
| 16º  | 20 | Cristiano Migliorati | Harris Grand Prix        | Harris Yamaha | 25   | +1:09.773 | 26      |       |
| 17º  | 10 | Jeremy McWilliams    | Team Millar              | Yamaha        | 25   | +1:21.808 | 16      |       |
| 18º  | 23 | Eugene McManus       | Padgetts Racing          | Harris Yamaha | 25   | +1:26.983 | 29      |       |
| 19º  | 40 | José Kuhn            | M.T.D.                   | ROC Yamaha    | 25   | +1:50.257 | 18      |       |
| 20º  | 21 | Bernard Haenggeli    | Haenggeli Racing         | ROC Yamaha    | 25   | +1:51.582 | 24      |       |
| 21º  | 39 | Lee Pullan           | Padgetts Racing          | Harris Yamaha | 21   | +4 giri   | 27      |       |

### Ritirati
| Nº | Pilota              | Squadra               | Motocicletta  | Giri | Griglia |
| -- | ------------------- | --------------------- | ------------- | ---- | ------- |
| 12 | Carlos Checa        | Fortuna-Honda-Pons    | Honda         | 17   | 3       |
| 2  | Luca Cadalora       | Marlboro Team Roberts | Yamaha        | 16   | 1       |
| 51 | Jean Pierre Jeandat | Jpj Paton             | Paton         | 13   | 28      |
| 37 | Frédéric Protat     | FP Racing             | ROC Yamaha    | 6    | 20      |
| 17 | Norifumi Abe        | Marlboro Team Roberts | Yamaha        | 5    | 8       |
| 24 | Scott Gray          | Starsport             | Harris Yamaha | 5    | 31      |
| 70 | Marco Papa          | Team Marco Papa       | ROC Yamaha    | 4    | 30      |
| 41 | Enrique de Juan     | J.L.M.                | ROC Yamaha    | 3    | 25      |
| 19 | Juan Borja          | Roc N.R.J.            | ROC Yamaha    | 2    | 13      |
| 14 | Adrian Bosshard     | Thommen Elf Racing    | ROC Yamaha    | 2    | 23      |

## Classe 250

### Arrivati al traguardo
| Pos. | Nº | Pilota                    | Squadra              | Motocicletta | Giri | Tempo     | Griglia | Punti |
| ---- | -- | ------------------------- | -------------------- | ------------ | ---- | --------- | ------- | ----- |
| 1º   | 1  | Max Biaggi                | Chesterfield Aprilia | Aprilia      | 23   | 42:08.167 | 2       | 25    |
| 2º   | 7  | Tetsuya Harada            | Marlboro Team Rainey | Yamaha       | 23   | +11.019   | 1       | 20    |
| 3º   | 28 | Ralf Waldmann             | HB Honda Germany     | Honda        | 23   | +11.070   | 3       | 16    |
| 4º   | 9  | Luis d'Antín              | MX Onda-S.S.P. Comp. | Honda        | 23   | +21.719   | 6       | 13    |
| 5º   | 25 | Kenny Roberts Jr          | Marlboro Team Rainey | Yamaha       | 23   | +21.807   | 7       | 11    |
| 6º   | 10 | Nobuatsu Aoki             | Blumex Rheos Racing  | Honda        | 23   | +22.609   | 11      | 10    |
| 7º   | 2  | Tadayuki Okada            | Team HRC             | Honda        | 23   | +26.130   | 13      | 9     |
| 8º   | 29 | Jürgen Fuchs              | HB Honda Germany     | Honda        | 23   | +26.235   | 10      | 8     |
| 9º   | 19 | Olivier Jacque            | Elf-Honda-Tech 3     | Honda        | 23   | +28.941   | 4       | 7     |
| 10º  | 18 | Roberto Locatelli         | Aprilia Racing       | Aprilia      | 23   | +34.869   | 9       | 6     |
| 11º  | 13 | Eskil Suter               | Mohag Aprilia        | Aprilia      | 23   | +41.871   | 14      | 5     |
| 12º  | 30 | José Luis Cardoso         | PR2 Aprilia          | Aprilia      | 23   | +42.065   | 19      | 4     |
| 13º  | 6  | Jean-Philippe Ruggia      | Elf-Honda-Tech 3     | Honda        | 23   | +42.937   | 12      | 3     |
| 14º  | 17 | Jurgen van den Goorbergh  | Maxell Team Global   | Honda        | 23   | +46.565   | 8       | 2     |
| 15º  | 3  | Takeshi Tsujimura         | Fcc Technical Sports | Honda        | 23   | +54.481   | 15      | 1     |
| 16º  | 16 | Patrick van den Goorbergh | Docshop Racing       | Aprilia      | 23   | +1:06.434 | 17      |       |
| 17º  | 23 | Luis Maurel               | Maurel Competicion   | Honda        | 23   | +1:18.861 | 16      |       |
| 18º  | 31 | Miguel Ángel Castilla     | Troll 10x10 Repsol   | Honda        | 23   | +1:36.507 | 21      |       |
| 19º  | 26 | Davide Bulega             | Givi Racing          | Honda        | 23   | +1:37.873 | 27      |       |
| 20º  | 15 | Oliver Petrucciani        | Edo Racing           | Aprilia      | 23   | +1:38.385 | 28      |       |
| 21º  | 95 | Javier Marsella           | Almafot              | Honda        | 22   | +1 giro   | 29      |       |
| 22º  | 96 | Javier Díaz               | Motopasion           | Honda        | 22   | +1 giro   | 34      |       |
| 23º  | 97 | Raúl Loscos               |                      | Honda        | 22   | +1 giro   | 33      |       |

### Ritirati
| Nº | Pilota              | Squadra              | Motocicletta | Giri | Griglia |
| -- | ------------------- | -------------------- | ------------ | ---- | ------- |
| 94 | Sete Gibernau       | Fortuna-Honda-Pons   | Honda        | 18   | 22      |
| 39 | Alessandro Gramigni | Honda Team Agostini  | Honda        | 17   | 18      |
| 33 | Francisco Padró     | BJC Racing           | Aprilia      | 11   | 32      |
| 5  | Niall Mackenzie     | Docshop Racing       | Aprilia      | 9    | 20      |
| 8  | Jean-Michel Bayle   | Chesterfield Aprilia | Aprilia      | 5    | 5       |
| 55 | Régis Laconi        | Equipe De France GP  | Honda        | 2    | 26      |
| 37 | José Barresi        | Maxell Team Global   | Honda        | 2    | 30      |
| 22 | Adolf Stadler       | Veitinger            | Aprilia      | 1    | 25      |
| 14 | Rubén Xaus          | Fortuna-Honda-Pons   | Honda        | 0    | 31      |
| 21 | Gregorio Lavilla    | MX Onda-S.S.P. Comp. | Honda        | 0    | 24      |
| 24 | Bernd Kassner       | Team Munich          | Aprilia      | 0    | 23      |

## Classe 125

### Arrivati al traguardo
| Pos. | Nº | Pilota           | Squadra               | Motocicletta | Giri | Tempo     | Griglia | Punti |
| ---- | -- | ---------------- | --------------------- | ------------ | ---- | --------- | ------- | ----- |
| 1º   | 12 | Haruchika Aoki   | Blumex Rheos Racing   | Honda        | 22   | 42:29.704 | 1       | 25    |
| 2º   | 26 | Emilio Alzamora  | Scot-San Patrignano   | Honda        | 22   | +0.158    | 6       | 20    |
| 3º   | 20 | Tomomi Manako    | Fcc Technical Sports  | Honda        | 22   | +0.718    | 7       | 16    |
| 4º   | 1  | Kazuto Sakata    | Krona-Aprilia         | Aprilia      | 22   | +0.974    | 4       | 13    |
| 5º   | 4  | Dirk Raudies     | HB Team Raudies       | Honda        | 22   | +9.361    | 3       | 11    |
| 6º   | 19 | Yoshiaki Katō    | Aspar Cepsa           | Yamaha       | 22   | +18.666   | 10      | 10    |
| 7º   | 14 | Akira Saitō      | Docshop Racing        | Honda        | 22   | +18.966   | 5       | 9     |
| 8º   | 8  | Masaki Tokudome  | Ditter Plastic        | Aprilia      | 22   | +19.028   | 13      | 8     |
| 9º   | 44 | Darren Barton    | Scott-Attac!          | Yamaha       | 22   | +23.302   | 8       | 7     |
| 10º  | 7  | Stefano Perugini | Ipa Aprilia           | Aprilia      | 22   | +40.598   | 14      | 6     |
| 11º  | 18 | Oliver Koch      | Ditter Plastic        | Aprilia      | 22   | +41.324   | 20      | 5     |
| 12º  | 9  | Hideyuki Nakajō  | Jha Racing            | Honda        | 22   | +48.079   | 16      | 4     |
| 13º  | 38 | Luigi Ancona     | Scot-San Patrignano   | Honda        | 22   | +48.200   | 26      | 3     |
| 14º  | 22 | Andrea Ballerini | Krona-Aprilia         | Aprilia      | 22   | +48.312   | 18      | 2     |
| 15º  | 11 | Stefan Prein     | Energizer Elf/Prein   | Honda        | 22   | +1:13.560 | 25      | 1     |
| 16º  | 97 | David de Gea     | Team Sotano           | Honda        | 22   | +1:13.568 | 21      |       |
| 17º  | 24 | Gabriele Debbia  | Debbia Team Semprucci | Yamaha       | 22   | +1:24.509 | 29      |       |
| 18º  | 65 | Alexander Folger | LB Racing             | Aprilia      | 22   | +1:34.108 | 32      |       |
| 19º  | 95 | Enrique Maturana | Team E.Castro         | Yamaha       | 22   | +1:34.148 | 31      |       |
| 20º  | 32 | Hiroyuki Kikuchi | Elf Team Kepla        | Honda        | 22   | +1:35.190 | 24      |       |
| 21º  | 96 | David García     | Honda TMR             | Honda        | 22   | +1:55.085 | 30      |       |
| 22º  | 37 | Ken Miyasaka     | Jha Racing            | Honda        | 22   | +2:03.134 | 15      |       |

### Ritirati
| Nº | Pilota             | Squadra                | Motocicletta | Giri | Griglia |
| -- | ------------------ | ---------------------- | ------------ | ---- | ------- |
| 2  | Noboru Ueda        | Givi Racing            | Honda        | 20   | 2       |
| 29 | Yoshiyuki Sugai    | Racing Supply          | Honda        | 17   | 23      |
| 6  | Jorge Martínez     | Aspar Cepsa            | Yamaha       | 8    | 19      |
| 10 | Herri Torrontegui  | Pit Lane Racing        | Honda        | 3    | 27      |
| 28 | Takehiro Yamamoto  | Moto Bum Team Harc Pro | Honda        | 3    | 9       |
| 23 | Manfred Geissler   | Marlboro-Aprilia-Eckl  | Aprilia      | 3    | 12      |
| 5  | Peter Öttl         | Marlboro-Aprilia-Eckl  | Aprilia      | 3    | 11      |
| 94 | Luis Alvaro        | Team Hernandez         | Honda        | 2    | 33      |
| 17 | Gianluigi Scalvini | Ipa Aprilia            | Aprilia      | 0    | 17      |
| 21 | Tomoko Igata       | Fcc Technical Sports   | Honda        | 0    | 28      |
| 40 | Massimo d'Agnano   | Scuderia Alfa Ducados  | Aprilia      | 0    | 22      |
| 63 | Josep Sardá        | Europa Zwafink         | Honda        | 0    | 34      |

## Classe sidecar
L'ultima gara stagionale vede il ritorno dell'ex-campione del mondo Steve Webster, che aveva annunciato il ritiro alla fine del 1994. Il suo passeggero è David James.
La vittoria nel GP d'Europa va ai campioni uscenti Rolf Biland-Kurt Waltisperg, che battono dopo un duello ravvicinato i neo-iridati (per la prima volta nel motomondiale) Darren Dixon-Andy Hetherington; per i due britannici la certezza del titolo era arrivata al momento del ritiro degli unici possibili contendenti, i connazionali Steve Abbott-Julian Tailford. Tra i ritirati ci sono anche Paul Güdel-Charly Güdel, autori della pole position.
La classifica finale è guidata da Dixon a 131 punti; Biland grazie a questa vittoria si porta al 2º posto con 100 punti, davanti a Bösiger a 96 e ad Abbott a 92. 

### Arrivati al traguardo (posizioni a punti)[5]
| Pos. | Pilota            | Passeggero              | Moto       | Tempo     | Punti |
| ---- | ----------------- | ----------------------- | ---------- | --------- | ----- |
| 1º   | Rolf Biland       | Kurt Waltisperg         | LCR-BRM    | 41'09"726 | 25    |
| 2º   | Darren Dixon      | Andy Hetherington       | Windle-ADM | +6"615    | 20    |
| 3º   | Markus Bösiger    | Jürg Egli               | LCR-ADM    | +11"018   | 16    |
| 4º   | Klaus Klaffenböck | Christian Parzer        | Windle-BRM | +18"196   | 13    |
| 5º   | Steve Webster     | David James             | LCR-ADM    | +18"290   | 11    |
| 6º   | Derek Brindley    | Paul Hutchinson         | LCR-Honda  | +21"262   | 10    |
| 7º   | Tony Wyssen       | Kilian Wyssen           | LCR-BRM    | +57"362   | 9     |
| 8º   | Barry Brindley    | Scott Whiteside         | LCR-Yamaha |           | 8     |
| 9º   | Jukka Lauslehto   | Hannu Metsäranta        | LCR-ADM    |           | 7     |
| 10º  | Billy Gällros     | Peter Berglund          | LCR-NGK    |           | 6     |
| 11º  | Benny Janssen     | Frans Geurts van Kessel | LCR-Honda  |           | 5     |
| 12º  | Kevin Webster     | Harry Hofsteenge        | LCR-Honda  |           | 4     |
| 13º  | Markus Schlosser  | Adolf Hänni             | LCR-ADM    |           | 3     |
| 14º  | Shane Soutar      | David Kellett           | LCR-ADM    |           | 2     |

## Thunderbike Trophy

### Arrivati al traguardo
| Pos. | Nº | Pilota               | Motocicletta | Giri | Tempo     | Punti |
| ---- | -- | -------------------- | ------------ | ---- | --------- | ----- |
| 1º   | 5  | Eustaquio Gavira     | Honda        | 19   | 36'51.214 | 25    |
| 2º   | 4  | Idalio Gavira        | Honda        | 19   | +0.276    | 20    |
| 3º   | 11 | Pere Riba            | Honda        | 19   | +1.094    | 16    |
| 4º   | 71 | Manuel Luque         | Honda        | 19   | +1.715    | 13    |
| 5º   | 1  | Yves Briguet         | Honda        | 19   | +1.788    | 11    |
| 6º   | 3  | Fred Bayens          | Honda        | 19   | +17.546   | 10    |
| 7º   | 17 | Udo Mark             | Kawasaki     | 19   | +18.074   | 9     |
| 8º   | 7  | Stéphane Mertens     | Honda        | 19   | +21.788   | 8     |
| 9º   | 69 | José Oriol Fernández | Yamaha       | 19   | +27.383   | 7     |
| 10º  | 2  | Christian Zwedorn    | Honda        | 19   | +28.506   | 6     |
| 11º  | 60 | Eric Mahé            | Honda        | 19   | +35.234   | 5     |
| 12º  | 15 | Iain MacPherson      | Honda        | 19   | +36.630   | 4     |
| 13º  | 10 | Giovanni Bussei      | Bimota       | 19   | +44.056   | 3     |
| 14º  | 99 | Joaquim Escoda       | Honda        | 19   | +44.420   | 2     |
| 15º  | 72 | Julio Luque          | Yamaha       | 19   | +44.576   | 1     |
| 16º  | 9  | Phillip McCallen     | Honda        | 19   | +50.597   |       |
| 17º  | 70 | Fernando Cristóbal   | Yamaha       | 19   | +53.648   |       |
| 18º  | 98 | Daniel Oliver Bultó  | Yamaha       | 19   | +53.672   |       |
| 19º  | 74 | Marcelino Manzano    | Yamaha       | 19   | +54.007   |       |
| 20º  | 25 | Gilson Scudeler      | Honda        | 19   | +1'04.420 |       |
| 21º  | 22 | Jean Foray           | Bimota       | 19   | +1'07.726 |       |
| 22º  | 21 | Cees Doorakkers      | Yamaha       | 19   | +1'15.210 |       |
| 23º  | 26 | Yuichi Takeda        | Honda        | 19   | +1'15.268 |       |
| 24º  | 27 | Theo Dietlin         | Honda        | 18   | +1 giro   |       |

### Ritirati
| Nº | Pilota             | Motocicletta | Giri |
| -- | ------------------ | ------------ | ---- |
| 14 | Óscar Sainz        | Kawasaki     | 18   |
| 16 | Marco Risitano     | Bimota       | 18   |
| 97 | José María Martín  | Honda        | 13   |
| 8  | Wilco Zeelenberg   | Honda        | 5    |
| 61 | Jeffry de Vries    | Yamaha       | 4    |
| 19 | Danny Schildermans | Honda        | 1    |